# Aéroport international de Brisbane
 (mars 2025).
Pour les articles homonymes, voir BNE.
L'aéroport international de Brisbane (code IATA : BNE • code OACI : YBBN) ou plus simplement aéroport de Brisbane (en anglais : Brisbane Airport) est un aéroport international desservant la ville de Brisbane, capitale de l'État du Queensland, à l'est de l'Australie. Situé sur Moreton Bay, il se divise en deux terminaux, international et domestique.
Avec 24 millions de passagers en 2019 (dont 6,4 millions de passagers internationaux) c'est le troisième aéroport australien en nombre de passagers derrière Sydney et Melbourne. Ses deux terminaux sont desservis par l'Airport railway line (en) (ou Airtrain), à International Airport et Domestic Airport.

## Historique
Le 9 juin 1928, Charles Kingsford Smith et son équipage arrivent à Brisbane devant une foule venue assister à l'atterrissage du premier vol transpacifique de l'histoire, parti le 31 mai précédent d'Oakland en Californie, avant deux escales, à Hawaï et aux Fidji.
|                                     |
| Le Southern Cross à l'atterrissage. |

|                                                         |
| Charles Kingsford Smith après avoir atterri à Brisbane. |

|                             |
| La foule autour de l'avion. |

## Situation
| Alice Springs Sydney Melbourne Brisbane Perth Adélaïde Darwin Gold Coast Cairns Hobart Canberra Townsville Launceston Newcastle Mackay Sunshine Coast Port Hedland Ayers Rock-Uluru |

## Statistiques
Le graphique qui aurait dû être présenté ici ne peut pas être affiché car il utilise l'ancienne extension Graph, désactivée pour des questions de sécurité. Des indications pour créer un nouveau graphique avec la nouvelle extension Chart sont disponibles ici.

Voir la requête brute et les sources sur Wikidata.

### Impact de la pandémie de Covid-19
Le graphique qui aurait dû être présenté ici ne peut pas être affiché car il utilise l'ancienne extension Graph, désactivée pour des questions de sécurité. Des indications pour créer un nouveau graphique avec la nouvelle extension Chart sont disponibles ici.

Voir la requête brute et les sources sur Wikidata.

## Compagnies et destinations
| Compagnies                | Destinations |
| ------------------------- | --- |
| Air Canada                | Vancouver |
| Air China                 | En saison : Pékin-Capitale, |
| Air New Zealand           | Auckland, Christchurch, Île Norfolk, Queenstown, Wellington, |
| Air Niugini               | Port Moresby-Jacksons |
| Air Vanuatu               | Santo-Pekoa, Port-Vila Bauerfield |
| Aircalin                  | Nouméa - La Tontouta |
| Alliance Airlines         | Charter : Alice Springs, Ballera (en), Cloncurry (en), Miles (en), The Granites (en), Trepell (en) |
| Cathay Pacific            | Hong Kong |
| China Airlines            | Auckland, Taïwan-Taoyuan |
| China Eastern Airlines    | Shanghai-Pudong |
| China Southern Airlines   | Canton-Baiyun |
| Emirates                  | Dubaï, Singapour-Changi |
| Etihad Airways            | Abou Dabi |
| EVA Air                   | Taïwan-Taoyuan |
| Fiji Airways              | Nadi |
| Fly Corporate             | - Armidale (en), - Thangool/Biloela, - Coffs Harbour (en), - Dubbo (en), - Inverell, - Melbourne-Essendon, - Narrabri (en), - Orange, NGS (en), - Sydney-K. Smith , - Tamworth (en), Wollongong |
| Hainan Airlines           | Shenzhen-Bao'an |
| Hawaiian Airlines         | Honolulu |
| Jetstar Airways           | Adélaïde, Ayers Rock, Cairns, Darwin, Denpasar-Bali, Hobart, Launceston (en), Mackay (en), Melbourne-Tullamarine, Newcastle (Nouvelle Galles du Sud), Proserpine-Whitsunday Coast (en), Sydney-K. Smith, Townsville |
| Korean Air                | Séoul-Incheon |
| Malaysia Airlines         | Kuala Lumpur |
| Malindo Air               | Denpasar-Bali, Kuala Lumpur |
| Nauru Airlines            | Honiara, Nauru |
| Philippine Airlines       | Manille-N. Aquino |
| Qantas                    | - Adélaïde, - Auckland, - Cairns, - Canberra, - Christchurch, - Darwin, - Hong Kong, - Los Angeles, - Melbourne-Tullamarine, - Nouméa - La Tontouta, - Perth, - Port Hedland, - Port Moresby-Jacksons, - San Francisco, - Singapour-Changi, - Sydney-K. Smith, - Tokyo-Narita, - Townsville En saison : - Broome, - Hobart, - Queenstown |
| QantasLink                | - Adélaïde, - Alice Springs, - Barcaldine (en), - Blackall, - Bundaberg (en), - Cairns, - Canberra, - Charleville (en), - Emerald (en), - Gladstone (en), - Hamilton Island-Grande barrière (en), - Hervey Bay (en), - Longreach (en), - Lord Howe Island, - Mackay (en), - Melbourne-Tullamarine, - Moranbah (en), - Mount Isa (en), - Newcastle (Nouvelle Galles du Sud), - Rockhampton (en), - Roma (en), - Sydney-K. Smith, - Townsville |
| Regional Express Airlines | - Bedourie (en), - Birdsville (en), - Boulia, - Charleville (en), - Cunnamulla (en), - Mount Isa (en), - Quilpie (en), - St. George (en), - Thargomindah (en), - Toowoomba, - Windorah Park (en) |
| Royal Brunei Airlines     | Bandar Seri Begawan |
| Samoa Airways             | Apia-Faleolo |
| Singapore Airlines        | Singapour-Changi |
| Skytrans Airlines         | Charter : Chinchilla (en), Taroom (en) |
| Solomon Airlines          | Honiara, Munda |
| Thai AirAsia X            | Bangkok-Don Muang |
| Thai Airways              | Bangkok-Suvarnabhumi |
| Virgin Australia          | - Adélaïde, - Alice Springs, - Apia-Faleolo, - Auckland, - Bundaberg (en), - Cairns, - Canberra, - Christchurch, - Cloncurry (en), - Darwin, - Denpasar-Bali, - Dunedin, - Emerald (en), - Gladstone (en), - Hamilton Island-Grande barrière (en), - Hobart, - Honiara, - Launceston (en), - Los Angeles, - Mackay (en), - Melbourne-Tullamarine, - Mount Isa (en), - Nadi, - Newcastle (Nouvelle Galles du Sud), - Perth, - Port Macquarie (en), - Port Moresby-Jacksons, - Port-Vila Bauerfield, - Proserpine-Whitsunday Coast (en), - Queenstown, - Rockhampton (en), - Sydney-K. Smith, - Townsville, - Wellington |

Édité le 14/04/2019

## Terminaux

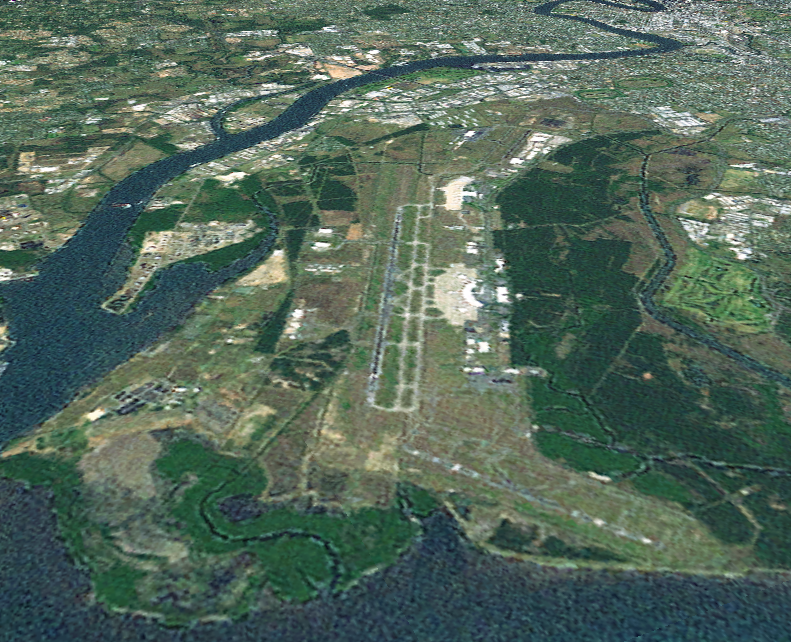
Vue satellite.
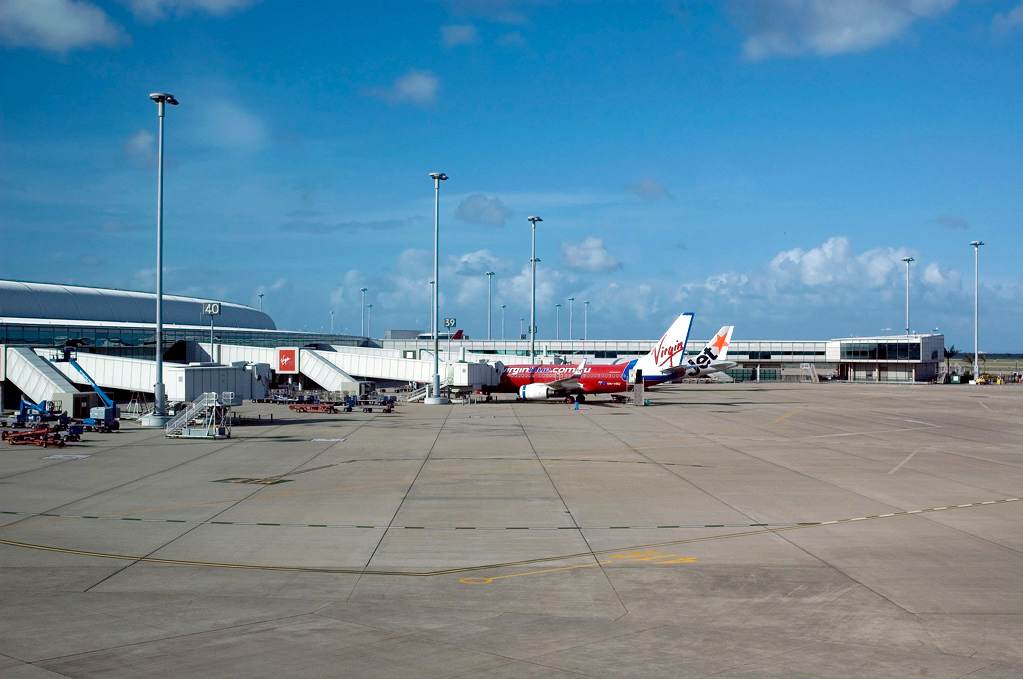
Vue extérieure.
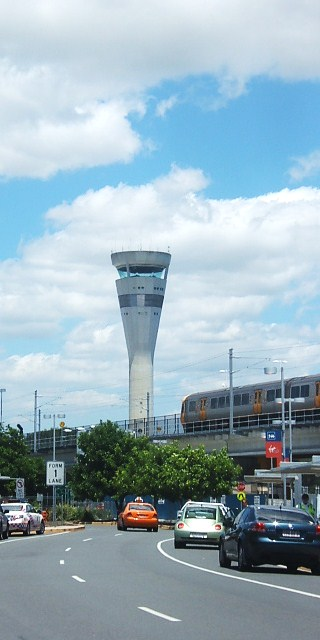
Tour de contrôle.

### Terminal international
Le terminal 1 international d'une taille de 800 m a été construit en 1995 et dispose de quatorze baies avec aérobridges, dont quatre sont capables de gérer des A380. Il y a aussi quatre baies de repos. Le terminal comporte quatre niveaux : le niveau 1 héberge la plupart des bureaux des compagnies aériennes et des bagagistes, le niveau 2 gère les arrivées, le niveau 3 abrite la salle d'embarquement (côté piste) et les autres bureaux (côté piste) et l'enregistrement au départ des maisons du niveau 4.
L'aéroport comprend un salon de première classe Emirates, le premier à l'extérieur de Dubaï qui dispose d’un accès direct aux corridors A380, ainsi que des salons Air New Zealand, Qantas, Singapore Airlines et Plaza Premium.
Il existe également un parking longue durée de cinq étages et un plus petit parking courte durée à proximité du terminal.
Le réaménagement du terminal international a débuté en février 2014. D'un coût de 45 millions de dollars australiens, il est conçu par les cabinets d'architectes Richards and Spence et Arkhefield de Brisbane. Des artistes du Queensland, Sebastian Moody et Mirdidingkingathi Juwarnda Sally Gabori, ont été commandés pour les œuvres d'art.
Le terminal international de l'aéroport de Brisbane a été le premier aéroport au monde à déployer un service de paiement symbolique lié à la crypto-monnaie (bitcoin) lié à la crypto-devise [lien permanent] auquel la majorité des magasins du terminal ont participé.

### Terminal domestique
Le terminal 2 national de l'aéroport de Brisbane est un bâtiment de 600 m incurvé de deux étages doté de trois bras satellites complets qui s'étendent au-delà du bâtiment, offrant ainsi aux passagers des installations supplémentaires pour les passagers et les portes d'embarquement.
Le terminal national comporte trois zones distinctes desservant Qantas et Qantaslink à l'extrémité nord du bâtiment et Virgin Australia à l'extrémité sud du bâtiment. D'autres transporteurs tels que Jetstar, Tiger Airways et JetGo sont situés dans la zone centrale du terminal.
Le hall de Qantas compte 9 baies desservies par des aérobridges, dont une par un pont double. Il dispose de trois salons : le Qantas Club, la Business Class et le Chairman's Lounge. Virgin Australia occupe ce qui était l'ancien terminal Ansett Australia. Son hall dispose de 11 places de stationnement, dont neuf desservies par des corridors, dont deux desservis par un double pont. Il possède un salon - le salon Virgin Australia, situé dans l'ancien Golden Wing Club, en face de la porte 41.
Les baies éloignées sont situées au nord et au sud du bâtiment (desservant les aéronefs sans jet) et dans la zone centrale (desservant les aéronefs à réaction).
Le 27 février 2014, Qantas a annoncé avoir cédé son bail à long terme (signé en 1987) au terminal national, qui devait expirer le 30 décembre 2018. Selon les nouvelles dispositions, Qantas conserverait l'utilisation exclusive et le contrôle opérationnel de l'extrémité nord du terminal jusqu'à la fin de 2018 tout en protégeant les droits sur les infrastructures clés au-delà de cette période. [27]
En outre, BAC prévoit d'investir considérablement dans la modernisation et l'amélioration des installations et des services au sein du terminal, tels que les salons, et prendra le contrôle de l'espace de vente au détail de cette partie du terminal.
Hawker Pacific Brisbane dispose de deux salons FBO et d'opérations, situés sur les tabliers nord (Brisbane Jet Base) et sud (Flight Centre) de l'aéroport de Brisbane. Les installations Hawker Pacific gèrent les mouvements VIP et FIFO, notamment les vols militaires Adhoc, médicaux et charters.

### Extension des terminaux domestique et international
La future extension du terminal domestique sera un futur terminal de l'aéroport qui ouvrira en 2022, avec une taille de 600 m à l'ouest de la piste 01L/19R. L'extension du terminal international sera un satellite d'une taille de 800 m, il sera construit à côté du terminal 1, à une date indéterminée.